# Don Furcio Buscabollos
Don Furcio Buscabollos es un personaje creado por Guillermo Cifré, protagonista de una serie de historietas humorísticas cuyo título completo era Las tremebundas fazañas de Don Furcio Buscabollos. Apareció por primera vez en la revista Pulgarcito en 1947 y se publicó también en Tío Vivo y en la contraportada del Jabato Color.
Es posible que la idea original del personaje haya sido de Rafael González, aunque este dato no está confirmado. 

## Argumento
La serie, de carácter humorístico, está ambientada en la Edad Media (sin ninguna pretensión de verosimilitud) y sus protagonistas son el caballero Don Furcio Buscabollos y su yegua Isabelita. Don Furcio es bajito, calvo y con un largo bigote, que recuerda al de Salvador Dalí. Suele ir provisto de armadura, y se expresa en una extraña mezcla de castellano antiguo e italiano macarrónico. Isabelita está provista del don del habla, nada usual para una yegua, y camina casi siempre sobre sus patas traseras; en la serie hace más bien el papel de "escudera" de Don Furcio.
Como un eco de Don Quijote de la Mancha, la aspiración de Don Furcio es «desfacer» los «entuertos» que encuentra en su camino, pero, a pesar de contar con el sentido común de Isabelita, suele salir malparado.